# 東広島駅 (芸備鉄道)
東広島駅（ひがしひろしまえき）は、広島県広島市にあった芸備鉄道（現在の芸備線）の駅（廃駅）である。1937年（昭和12年）7月1日に廃止された。

## 概要
1915年（大正4年）、芸備鉄道の開業とともに同鉄道の旅客・貨物のターミナル駅として開業した。広島駅から500 - 600 mほど東に存在し、芸備鉄道の本社も当駅に置かれていた。後に当駅と広島駅の間が貨物専用線として開通し、さらに広島駅まで旅客営業が行われるようになると、芸備鉄道の旅客列車の起点は広島駅に移り、当駅は貨物専用駅となった。
芸備鉄道が国有化されると同時に、当駅は廃止された。

## 歴史
- 1915年（大正4年）4月28日：芸備鉄道の開通に伴い開業[1]。
- 1920年（大正9年）7月15日：当駅 - 広島駅間が貨物専用線として開通[2]。
- 1926年（大正15年）1月21日：当駅 - 広島駅の旅客営業開始。当駅の旅客営業が廃止され、貨物駅になる[3]。
- 1937年（昭和12年）7月1日：芸備鉄道の国有化と同時に廃止[1]。

## 隣の駅
芸備鉄道
矢賀駅 - （貨）東広島駅 - 広島駅